# 亨利灣 (瑟斯頓島)
亨利灣（英語：Henry Inlet），是南極洲的海灣，位於埃爾斯沃思地，處於瑟斯頓島北岸，長22公里，根據美國海軍拍攝的空中照片繪入地圖，現時由南極條約體系管理。
71°57′S 100°8′W / 71.950°S 100.133°W